# The George Inn
The George Inn es una antigua taberna situada en la localidad de Norton St Philip, en el condado inglés de Somerset (Reino Unido): El edificio es uno de los varios establecimientos que afirman ser la taberna más antigua de Gran Bretaña, está ubicada en el centro del pueblo. Fue construido en el siglo XIV o siglo XV y es un monumento clasificado de Grado I.

## Historia
Originalmente se construyó como almacén de lana para el Priorato de Hinton que se encontraba en la cercana localidad de Hinton Charterhouse y para alojar a los viajeros y comerciantes que asistían a las ferias anuales de lana que se celebraban en el pueblo desde finales del siglo XIII hasta 1902. El priorato fue una de los diez casas (cartujas) que la Orden de los Cartujos tenía en Inglaterra en la Edad Media. Fue establecido por primera vez en Hatherop en 1222 por William Longspee, conde de Salisbury. A los monjes no les gustó el lugar y, tras la muerte de Longspee en 1226, solicitaron a su condesa un nuevo sitio para lograr una mayor soledad. Ella les dio sus mansiones de Hinton Charterhouse y Norton St Philip y la nueva casa fue consagrada en Hinton Charterhouse en mayo de 1232.
En 1397, solicitaron una licencia para vender alcohol en The George de 1397, que puede haber sido una licencia local del Prior de Hinton. El priorato como licencia gubernamental para cervecerías no se introdujo hasta 1552. En el siglo XV se añadieron los pisos superiores con un entramado de madera. La posada tiene un patio con galería.
La posada pasó a formar parte de la ruta de diligencias entre Londres y el suroeste de Inglaterra. El 12 de junio de 1668, el destacado cronista Samuel Pepys, con su esposa y sus sirvientes, pasó por Norton St Philip de camino a Bath desde Salisbury.
La posada se utilizó más tarde como cuartel general del ejército de Monmouth, durante la Rebelión de Monmouth en 1685, después de su retirada de Bath. A raíz de la fallida rebelión, el juez Jeffreys utilizó el George Inn como sala de audiencias y llevó a cabo doce ejecuciones en el campo común de la aldea, como parte de los conocidos como los «juicios sangrientos».
En 1998 se llevó a cabo un importante programa de restauración, financiado por Wadworth Brewery, que incluyó extensas investigaciones arqueológicas sobre la historia del edificio. Estas investigaciones revelaron que parte del edificio había sido demolido en el siglo XVII y la dendrocronología mostró que las vigas del techo habían sido reemplazadas alrededor de 1431. Las reparaciones del techo incluyeron la eliminación de las 29 750 pizarras de piedra, el 70 % de las cuales se pudieron reutilizar.
El edificio ha sido utilizado como escenario para películas como Lo que queda del día, Tom Jones y Los cuentos de Canterbury, así como en las adaptaciones televisivas de Persuasion de Jane Austen y Moll Flanders de Daniel Defoe.